# Éditions des Équateurs
Les Éditions des Équateurs est une maison d'édition française, créée par Olivier Frébourg en 2003. Elle fait actuellement partie du groupe Humensis.

## Historique
Situées à Sainte-Marguerite-sur-Mer en Normandie, les éditions proposent un catalogue diversifié d'œuvres de fictions (romans, nouvelles, récits) et de documents (Histoire, témoignages...). Leur catalogue généraliste comporte plus de 400 titres, mêlant littérature, voyage, mer, histoire, philosophie, géographie, humour et science.
Elle publie notamment des auteurs tels que Frédéric H. Fajardie, Jacques-Pierre Amette, Sylvain Tesson, Jean-Paul Kauffmann, Alexandre Kauffmann, Olivier Delcroix, Teresa Cremisi, Patrick Boucheron, Ariane Chemin, Françoise Hardy, Antoine Compagnon, et Philibert Humm. Elle a également créé la collection Un été avec… en collaboration avec France Inter.
L’équipe des Équateurs, animée par Olivier Frébourg, assure la continuité de la gestion et du développement de la maison, devenue un département de l'éditeur Humensis en 2018. Humensis, dirigée par Frédéric Mériot, est né en décembre 2016 du rapprochement des Éditions Belin et des Presses universitaires de France (PUF).

## Publications
- Avec les fées, de Sylvain Tesson, Prix Combourg en 2024[7],[8].
- Roman fleuve, de Philibert Humm, lauréat du prix Interallié en 2022[9].
- Où donc est le bonheur ?, de Marianne Chaillan, Prix France Télévisions en 2022[10].

## Collections
- Romans
- Nouvelles
- Équateurs parallèles
- Voyages
- Récits
- Essais
- Documents
- Histoire[11]
- Beaux livres
- Hors collection
- Inclassables[12]